# Impressionism (måleri)

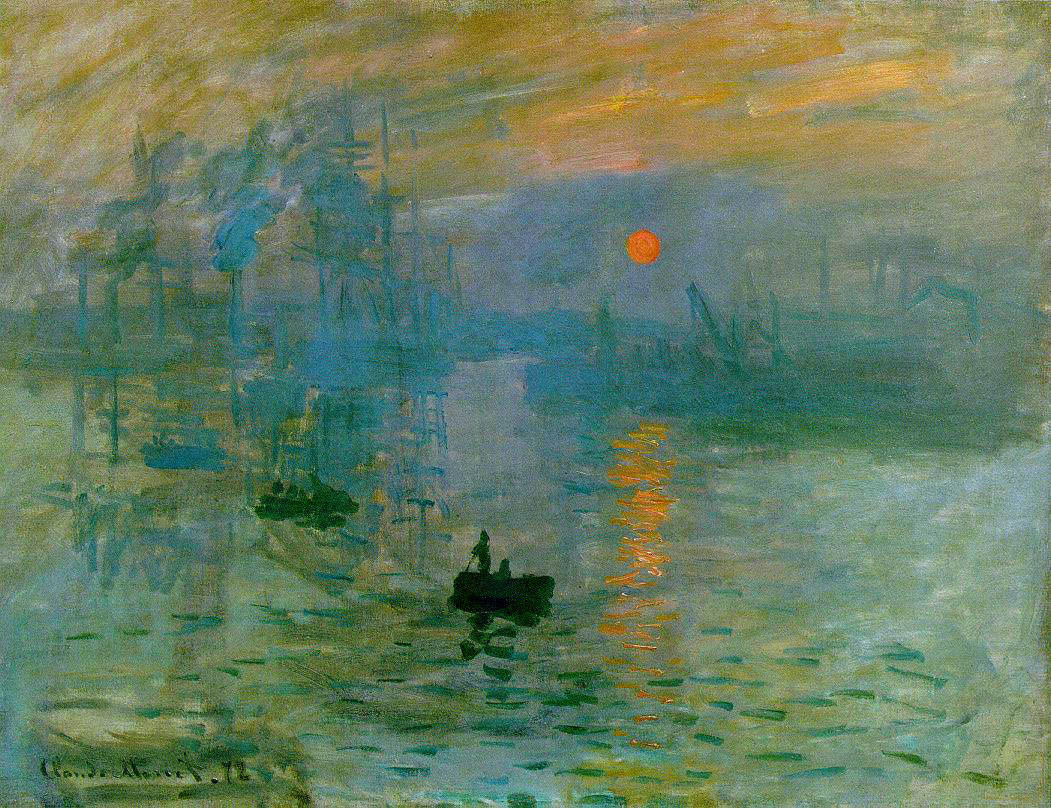
Impressionismens födelse – "Impression. Soluppgång" av Claude Monet (1872).

Impressionism är en konstriktning inom måleriet som uppstod i Frankrike under andra hälften av 1800-talet och som 1900 dominerade den europeiska målarkonsten. Det är främst två ting som karakteriserar impressionismen:
- Målningstekniken är ofta skissartad med kraftig penselföring. Målarna använder grova synliga penseldrag eller färgfläckar. Detta skiljer sig mycket mot tidigare stilar där man försökt fånga små detaljer och göra färgfält med fina toningar.
- Målarna börjar använda färger på ett nytt sätt, bland annat för att måla ljus och skuggor. Då man tidigare oftast hade skildrat skugga genom att göra ytan svartare började impressionisterna använda komplementfärger; skuggor kunde exempelvis målas blå som kontrast mot de ljusa ytorna som kunde vara ljust gula.

Benämningen ”impressionism” härrör från Claude Monets målning  Impression – Soluppgång (1872).

## Bakgrund

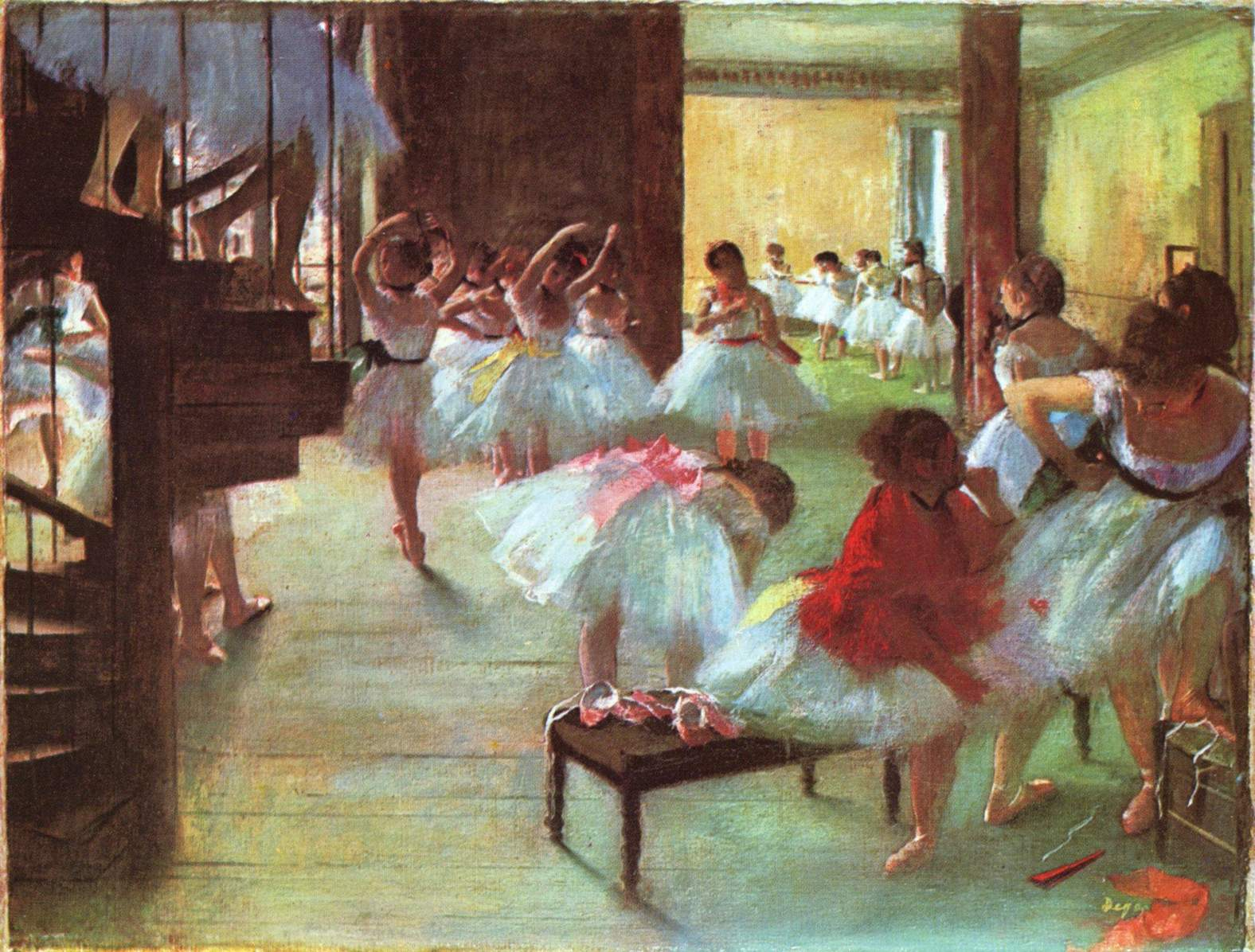
En av alla Edgar Degas målningar som föreställer balettdansöser, "Balettskolan" (cirka 1880). Impressionistisk är den spontana grupperingen av flickorna samt det utbredda bruket av kontrastfärger.

Impressionismen uppstod i Frankrike under mitten av 1800-talet, av en kärna målare som möttes på Café Guerbois på Montmartre i Paris, däribland Claude Monet, Édouard Manet, Auguste Renoir, Frédéric Bazille, Alfred Sisley, Edgar Degas och Camille Pissarro. De var påverkade av en rad nya intryck, i första hand uppfinningen av fotografiet, som gav dem en ny upplevelse av rörelse i bilden, och som tog ifrån målarna deras funktionella betydelse att figurativt dokumentera verkligheten så realistiskt som möjligt. Istället sökte impressionisterna nya uppfattningar om vad som uttryckte verkligheten. Återgivningen av ljuset blev central därvidlag; eftersom rena färger inte återger känslan av ljus sökte impressionisterna experimentera med olika färgkontraster, varigenom de bland annat upptäckte att gult och violett ger starkare kontraster än svart och vitt. Med fotografiet upptäckte impressionisterna att även en stillbild kan återge rörelse genom att fånga ett ögonblick av rörelsestadium.
Under början av 1800-talet hade det japanska måleriet (särskilt tekniken med färgträsnitt, ukiyo-e) nått Frankrike, och impressionisterna tog intryck av dess kompositionsteknik. Viktiga föregångare är Camille Corot, John Constable och Eugène Delacroix och andra romantiker.
Rörelsens namn är inspirerat av namnet på och idéerna bakom Monets målning Impression - Soluppgång (1872). Första gången ordet användes var i en kritisk och hånfull recension i tidningen Le Charivari i april 1874, men målarna började sedan själva att använda det. Impressionismen uppstod under en tid som värderade realistisk, figurativ och moralisk konst, där impressionisterna bröt åtminstone mot gängse komposition, måleriteknik och teorier om översättningen av ljuset till duken. När realisterna sökte verklighetsåtergivning genom att måla figurativt, sökte impressionisterna en djupare verklighetsåtergivning bortom det fotografiartade framställningssätt som dittills tjänat som norm. När tidigare generationer låtit modeller posera för porträtt, fick impressionisterna modellerna till sina porträttmålningar att fångas i en rörelse.
Impressionismen var en av de första konströrelserna som uppstod som teori, något som blev allt vanligare under modernismen och senare.

## Impressionisterna och omgivningen

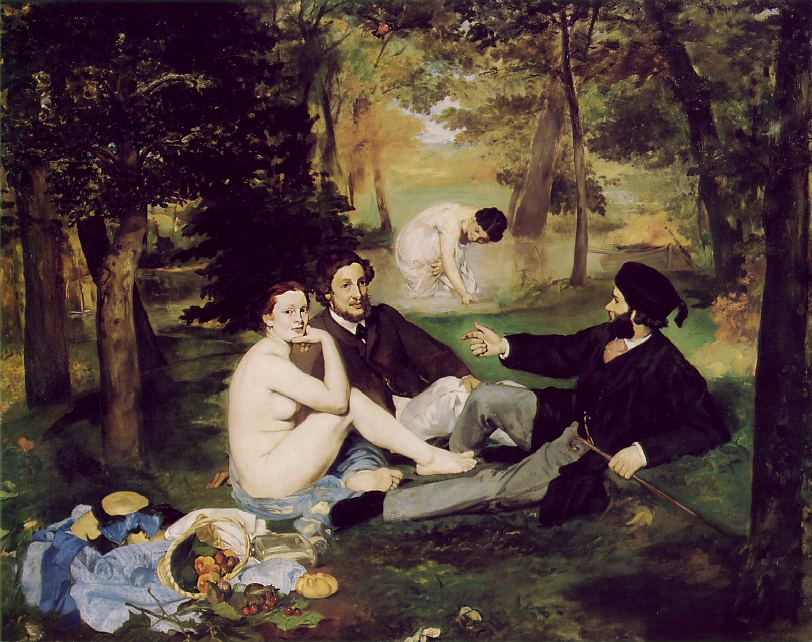
Manets målning Frukost i det gröna visades på De refuserades salong 1863.

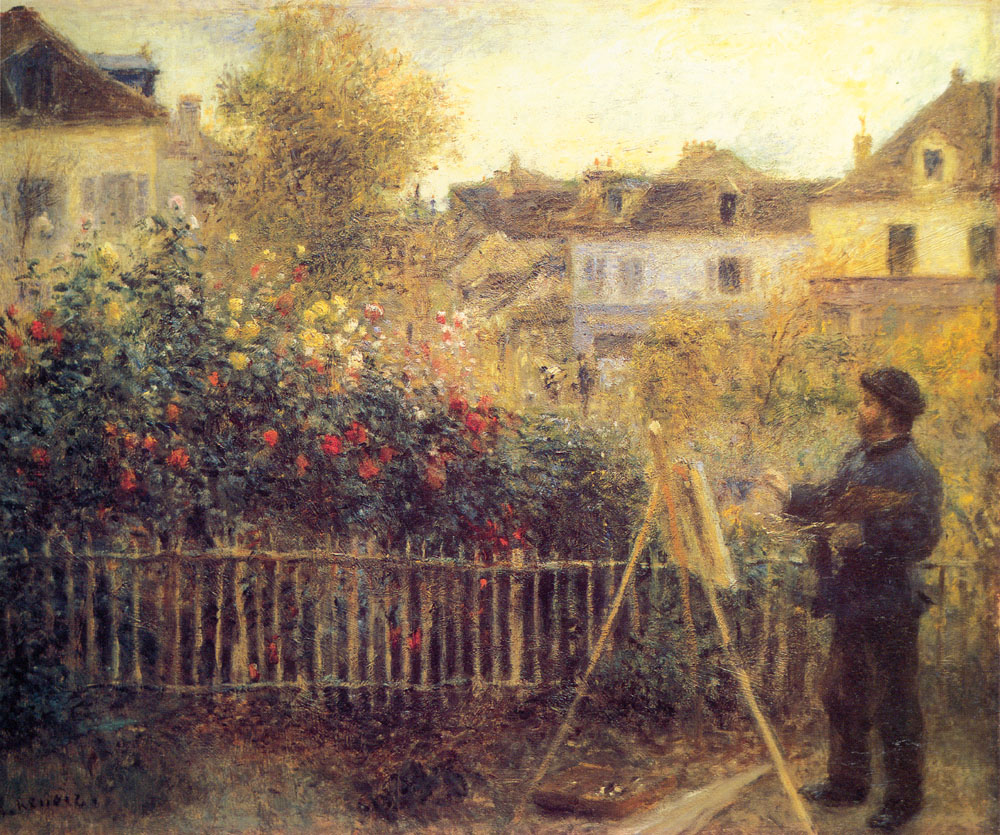
Impressionisterna målade utomhus och inte i ateljé. Här är Claude Monet avbildad medan han målar i sin trädgård i Argenteuil, av Auguste Renoir 1873.

Det franska konstlivet dominerades under 1800-talet av konstskolan Académie des Beaux-Arts. Den mäktiga skolan hade också avgörande inflytande på för försäljningen så viktiga årliga utställningen Salongen. Den blivande impressionisten Edouard Manet fick ett verk antaget vid Salongen 1861. När han 1863 skickade in verket Frukost i det gröna (Le Déjeuner sur l'herbe) blev han dock refuserad. Verket i sig är dock inte impressionistiskt utan realistiskt. Det refuserades för att det föreställde en naken kvinna som antogs befinna sig i ett sexuellt sammanhang. Refuseringen ledde till protester, vilket ledde till att Napoleon III lät öppna De refuserades salong (Salon des Refusés) samma år. Där visades till exempel Manets refuserade tavla. Andra målare som fanns med där var Pissarro, Jongkind, Chintreuil, och Fantin-Latour, alltså några impressionister men inte samtliga. Fler impressionister tilläts visa sina verk vid Salongen 1866, men i flera fall hade de sänt in en större och en mindre tavla, och bara fått den mindre antagen. Författaren och konstkritikern Émile Zola blev rörelsens språkrör, bland annat genom att rikta skarp kritik mot juryn vid Salongen, som starkt präglades av den konservativa konstsyn som gällde vid Académie des Beaux-Arts.
Monet, Renoir, Bazille och Sisley hade tidigt studerat tillsammans hos Charles Gleyre och bildade den starkast sammansvetsade gruppen. Under en period efter att Charles Gleyre-studion stängt 1864 målade alla fyra tillsammans med målarna i Barbizon.
Kriget 1870 innebar att rörelsen fick ta en paus. En av rörelsens förgrundsgestaler, Frédéric Bazille, dödades i strid under kriget. Några av dess medlemmar hamnade i London, där de kom i kontakt med landskapskonstnären Joseph Mallord William Turners målningar, vilket fick en avgörande inverkan på den fortsatta utvecklingen av ljusåtergivningen. 15 april till 15 maj 1874 organiserade ett antal av dem en egen utställning, eftersom de ofta refuserades av Salongen. Utställningen, som hölls i Paris i Félix Nadars lokaler, blev omtalad men gick inte ihop ekonomiskt. Utställningen blev den första av totalt åtta som impressionisterna organiserade i Paris mellan 1874 och 1886.
Under 1870-talet mötte gruppen mycket motstånd, och deras utställningar hade i allmänhet ingen framgång. De impressionistiska målarna var inte överens om vilka som skulle få ställa ut. Degas påpekade att verk av konventionella målare skulle göra utställningarna mera tillgängliga för allmänheten. Manet ville inte binda sig till någon grupp och ställde därför aldrig ut tillsammans med impressionisterna, fast han intellektuellt sett utövade stort inflytande på dem och umgicks i deras krets. Det var bara Pissarro som ställde ut tavlor vid samtliga åtta utställningar.
Impressionisternas teorier om ljusets inverkan på landskapet accepterades till en början inte, och inte heller deras sätt att gruppera motiven. Impressionisterna valde även en okonventionell tid på dagen för sitt målande - klara, soliga eftermiddagar istället för motiv i skymningen eller tidigt på morgonen.
På 1880-talet hade impressionisternas ämnesval blivit vanligare och rörelsen vunnit ett långsamt erkännande och framgång. Men med tiden blev impressionismen allt mindre enhetlig och allt mindre en gemensam stil: Monet fortsatte att extremt nogsamt analysera sina visuella intryck, och Sisley fortsatte att måla landskap. Renoir däremot övergick till en stil som betonade linjen, hade framgång som porträttmålare och började måla ett stort antal figurmålningar, framför allt akter. Pissarro tog intryck av Seurats divisionism och ställde ut verk i denna stil från 1886, året för den sista impressionistutställningen, där Seurat och Signac också medverkade. Andra impressionister var Gustave Caillebotte, Mary Cassatt och Berthe Morisot. Många drog sig till rörelsen och var där tillfälligt, men avvek.

## Impressionismens kännetecken
Impressionisterna hyllade landskapet sett i det naturliga ljuset, och målade därför utomhus och inte i ateljé. De fascinerades av förhållandet mellan ljus och färg, och målade fritt i rena primärfärger med prickmetod (pointillism), något som särskilt Camille Pissaro utvecklade; hans särdrag blev snarast att pointillismen och förhållandet till själva kulörterna överskuggar motivvalet. Monet blev banbrytande i att gestalta köld, vinter, dimma, rök och snö. Eftersom impressionismen sammanbands av teorier om färg och ljus och rörelse, var det vanligt med seriemålningar, det vill säga en serie målningar av samma konstnär med samma motiv men målad vid olika tidpunkter på dygnet eller året. Särskilt Pissarro och Monet ägnade sig åt seriemålerier. Monet har till exempel målat Katedralen i Rouen minst 40 gånger i denna avsikt.
De var också radikala i sitt motivval och undvek traditionella historiska, religiösa och romantiska ämnen för att istället koncentrera sig på landskap och vardagsscener. Man försökte fånga det omedelbara intrycket av verkligheten, de snabbt flyende ögonblicken och dess stämningar. Edgar Degas må nämnas i detta sammanhang, i hans rörelseskildringar, skuggspel, och förmåga att i grupperingen framställa spontanitet och rörelse.
Impressionisternas målningar skildrade en social och fysisk gränsregion i stadslivet under 1800-talet. Detta bidrog till att göra denna gränsregion värdefull som fritidsmiljö i storstadsmänniskornas ögon. På det sättet var impressionismen banbrytande för det moderna friluftslivet.

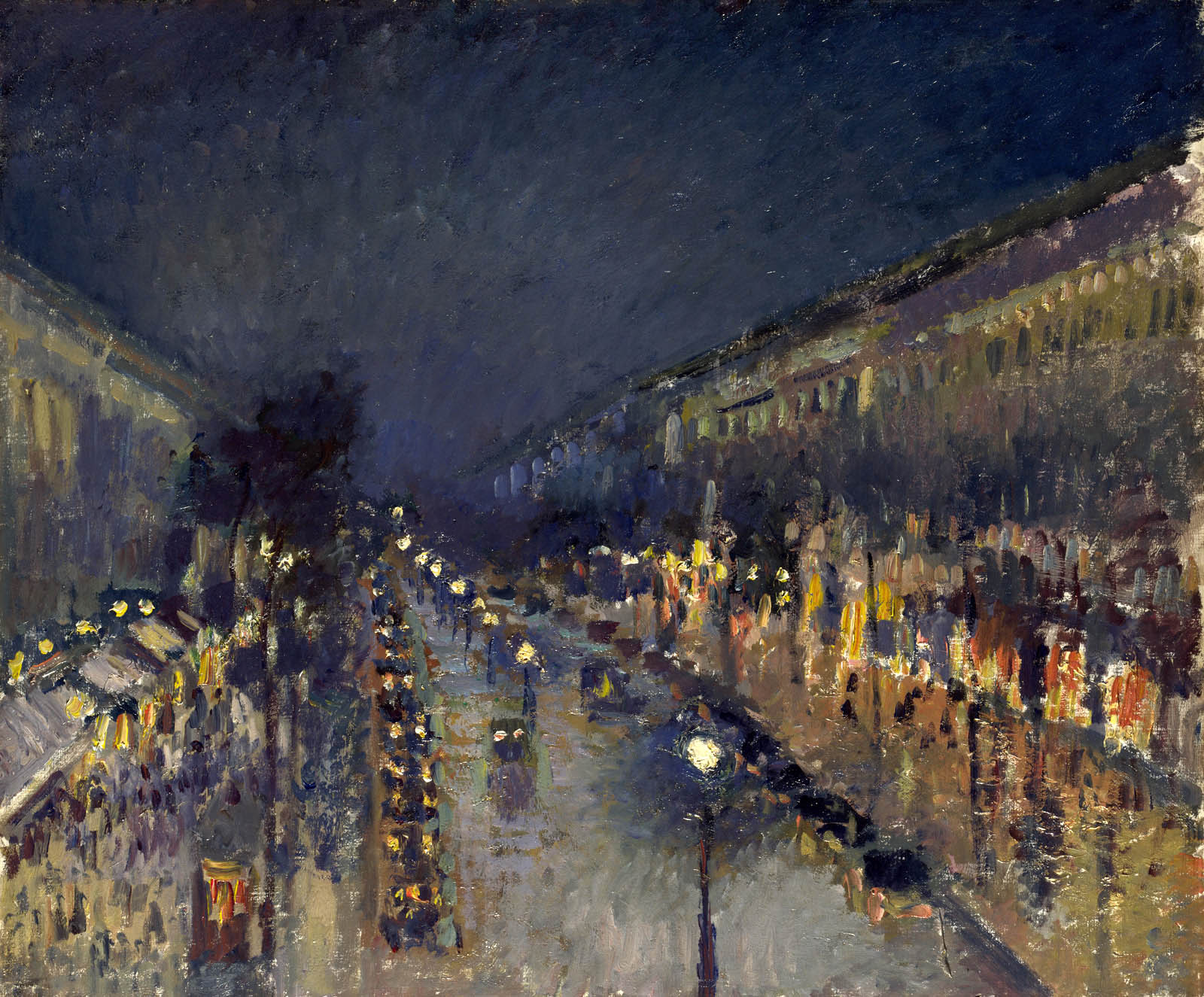
Camille Pissarro, Boulevard Montmartre om natten.
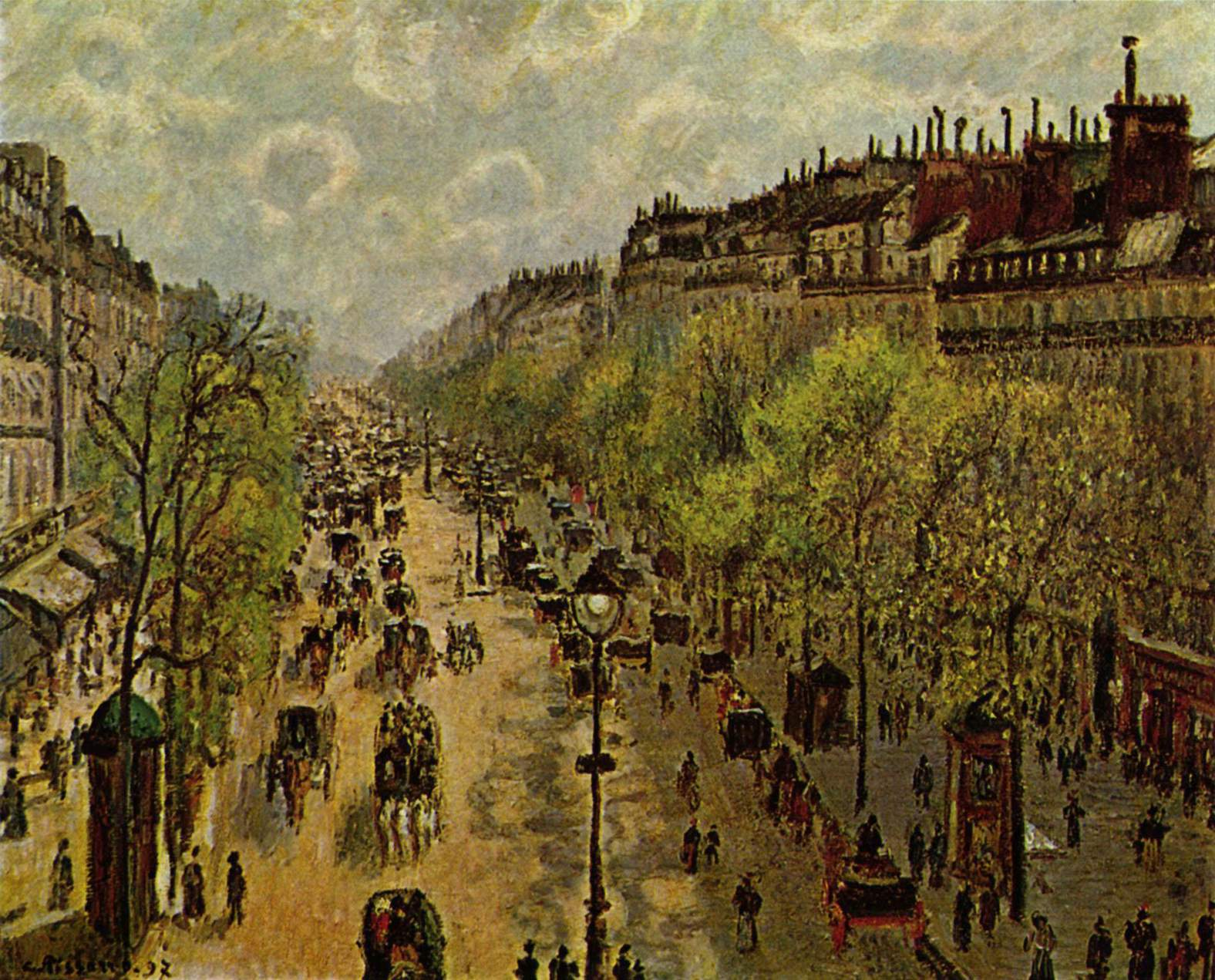
Camille Pissarro, Boulevard Montmartre om morgonen.
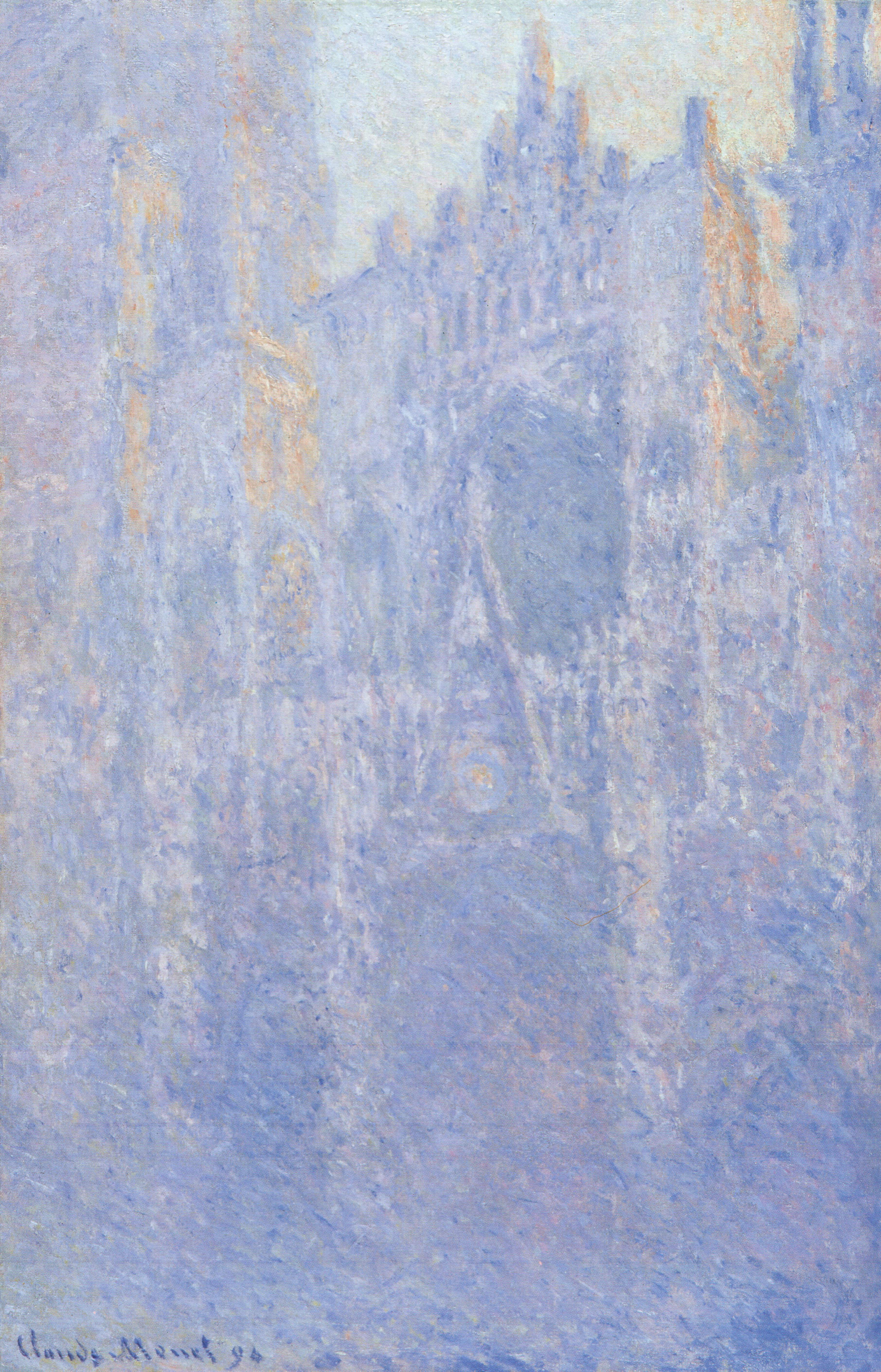
Claude Monet, Katedralen i Rouen i gryningen.
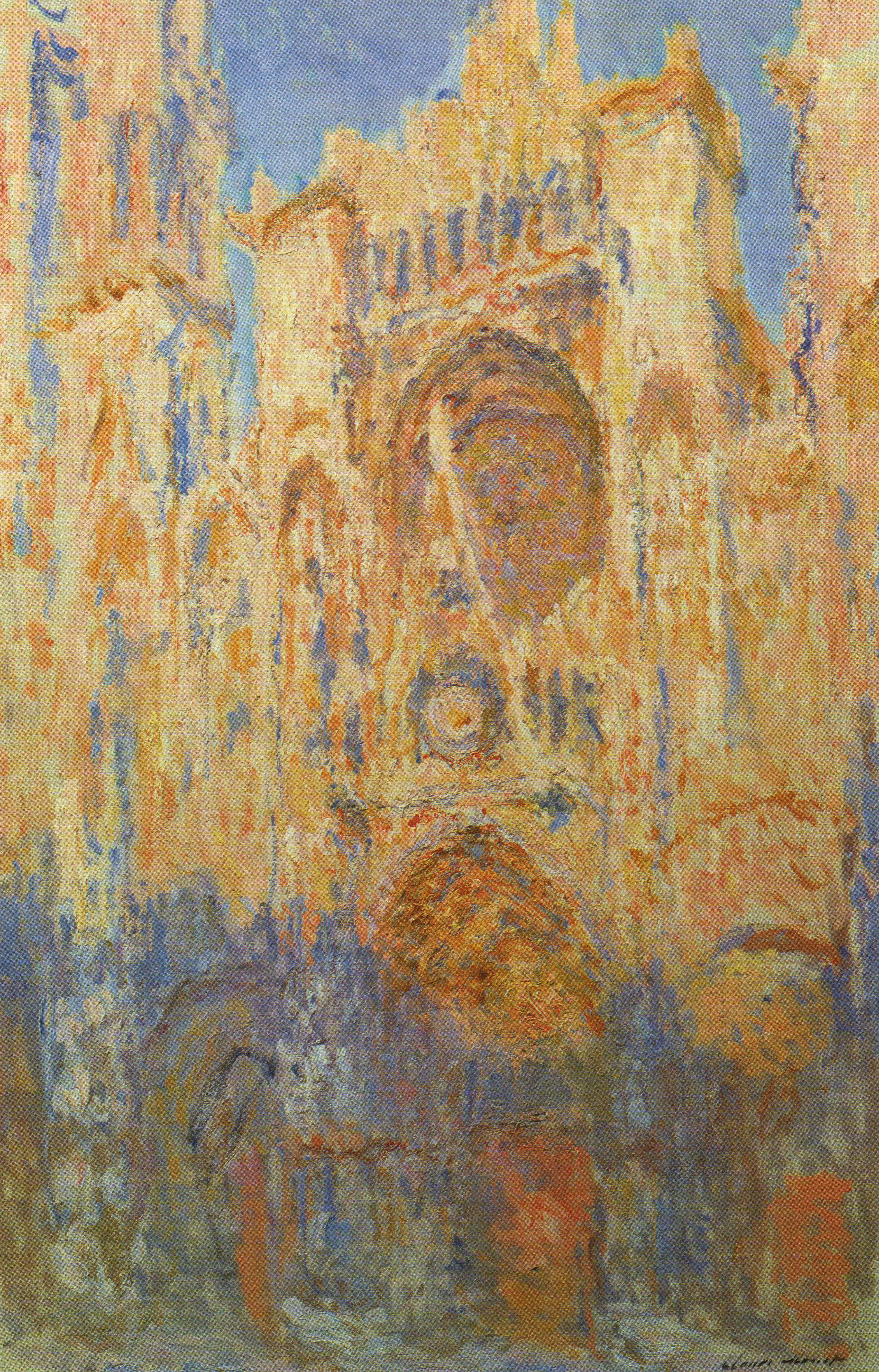
Claude Monet, Katedralen i Rouen i solnedgången.
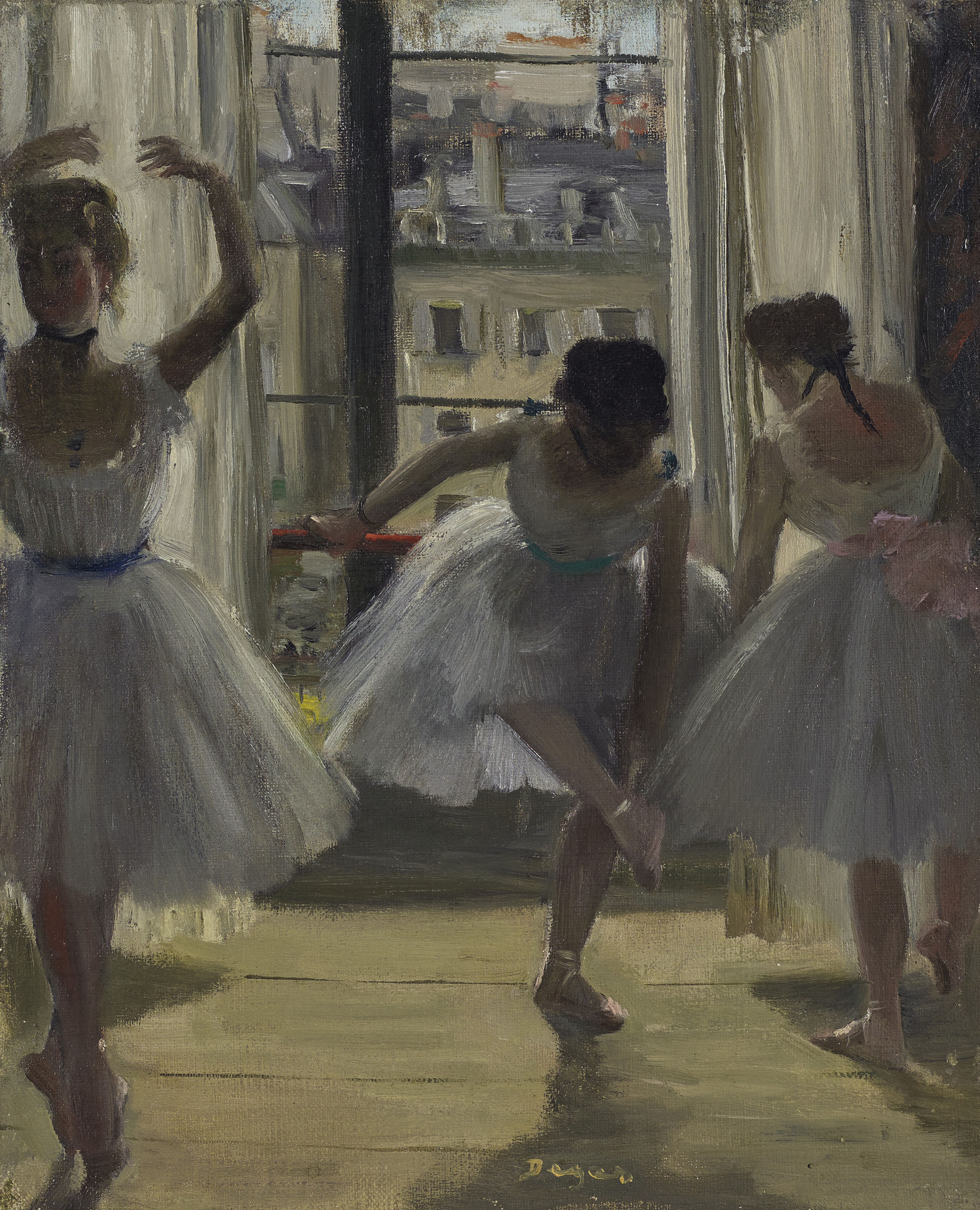
Edgar Degas, Tre dansöser i en träningslokal.
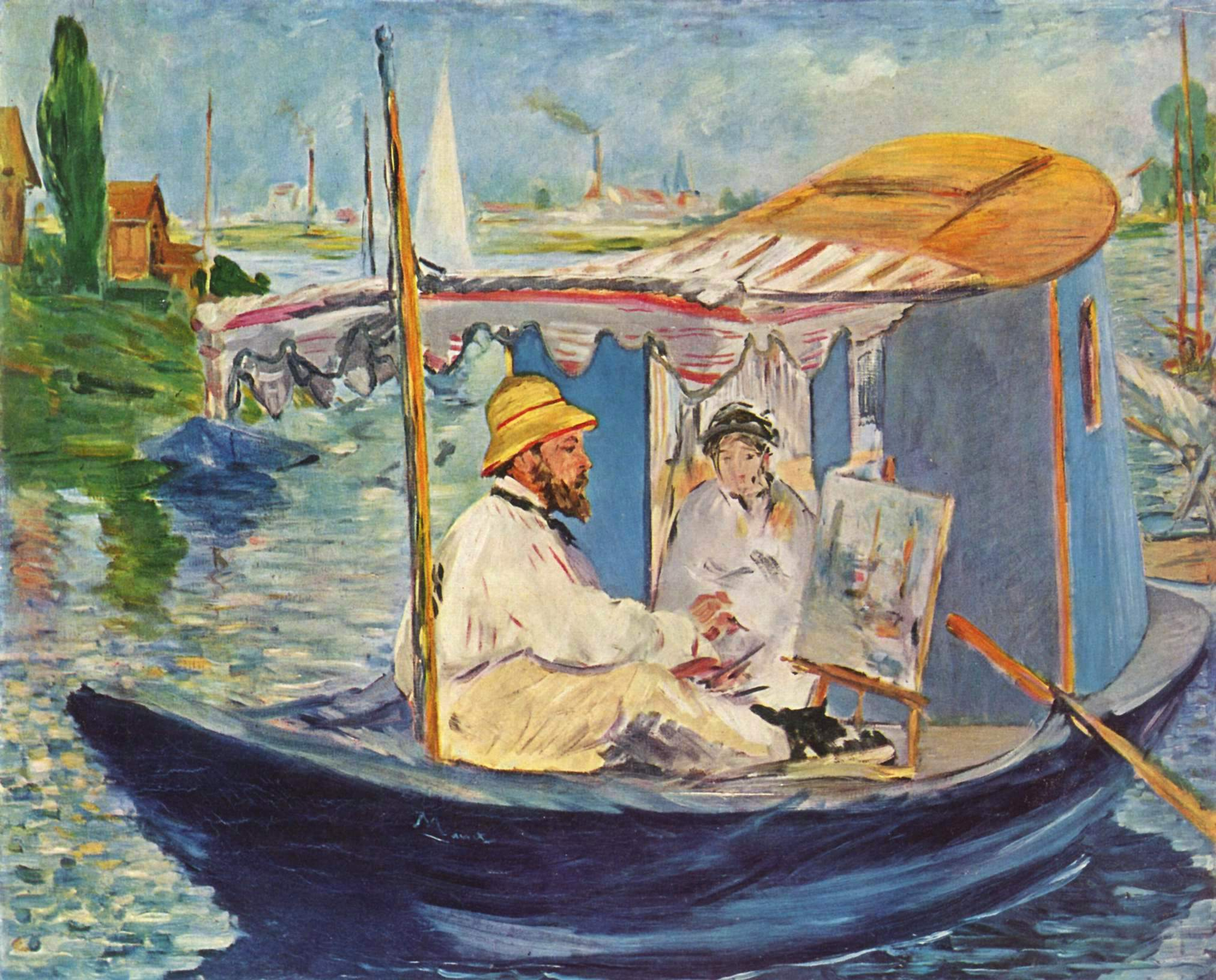
Edouard Manet, Claude Monet målar i sin ateljébåt.
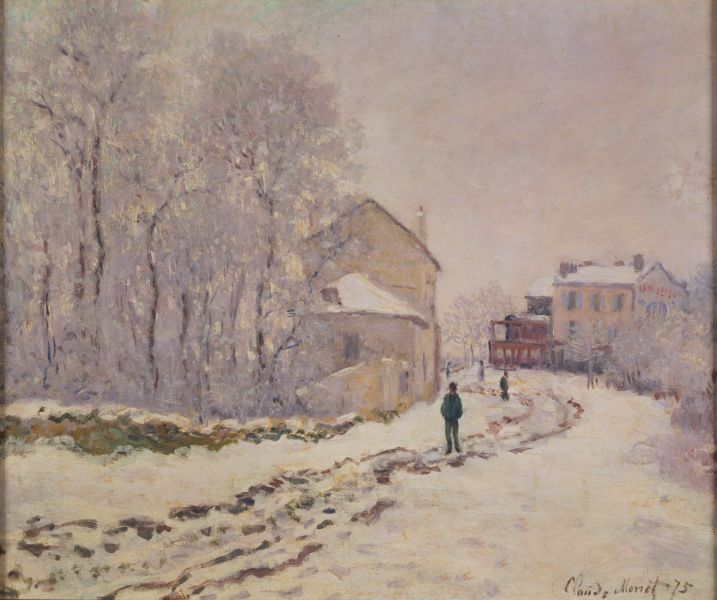
Claude Monet, Snö i Argenteuil.
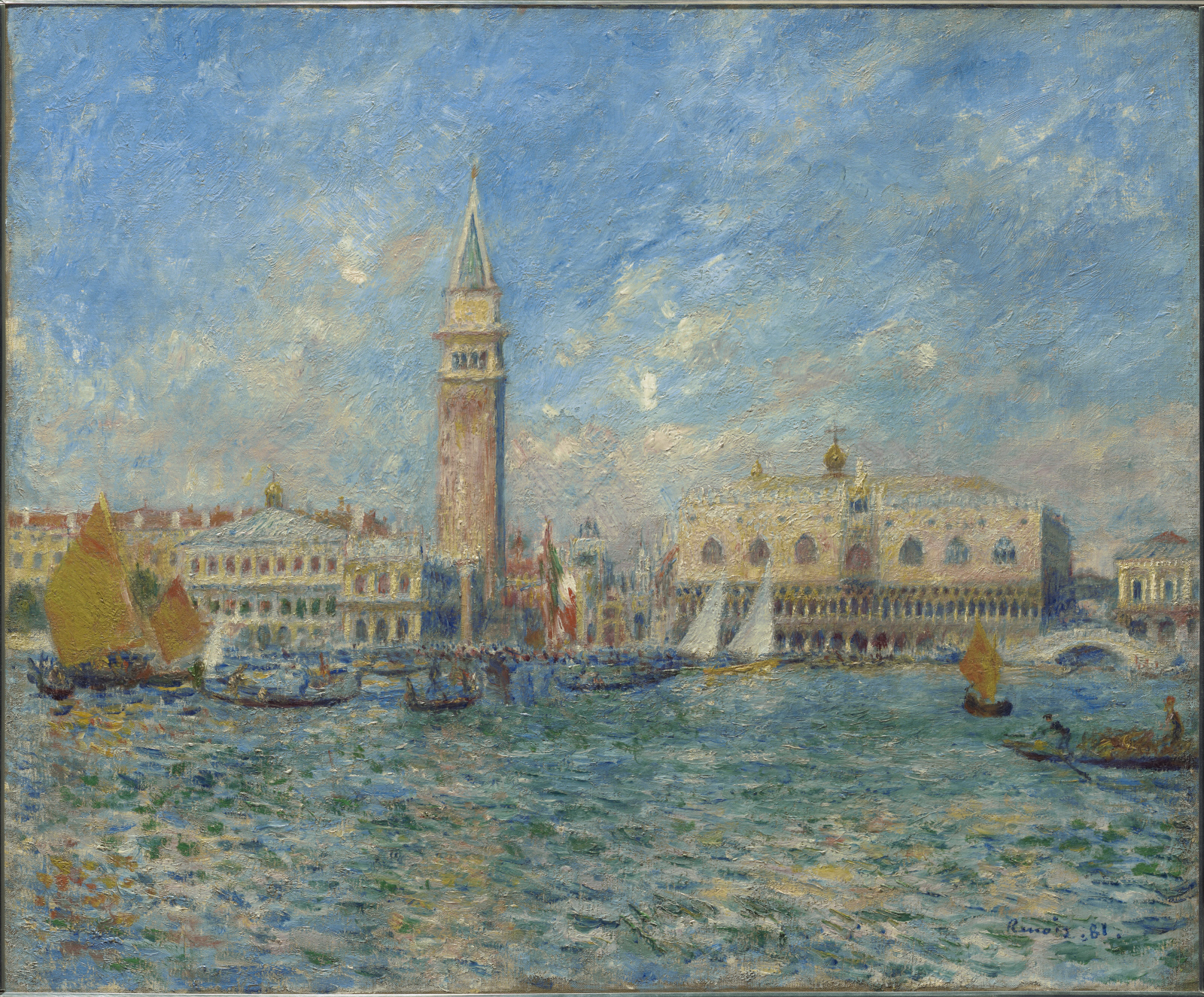
Pierre-Auguste Renoir, Dogens palats i Venedig.

## Konstnärer
- Jean-Frédéric Bazille
- Gustave Caillebotte
- Mary Cassatt
- Paul Cézanne
- Edgar Degas
- Édouard Manet
- Claude Monet
- Berthe Morisot
- Camille Pissarro
- Auguste Renoir
- Auguste Rodin
- Georges Seurat
- Paul Signac
- Alfred Sisley

## Nordiska konstnärer som influerats av impressionismen
- Peder Severin Krøyer
- Bruno Liljefors
- Anders Zorn